# Сілінда Моралес
Сілінда Онейсі Моралес (ісп. Silinda Oneisi Morales, 30 серпня 2000) — кубинська метальниця диска, бронзова призерка чемпіонату світу серед юніорів 2018 року, чемпіонка світу серед юнаків 2017 року з метання диска.

## Основні міжнародні виступи
| Рік             | Змагання                      | Місто           | Місце           | Дисципліна      | Примітки        |
| Виступи за Куба | Виступи за Куба               | Виступи за Куба | Виступи за Куба | Виступи за Куба | Виступи за Куба |
| --------------- | ----------------------------- | --------------- | --------------- | --------------- | --------------- |
| 2017            | Чемпіонат світу серед юнаків  | Найробі         | 1               | метання диска   |                 |
| 2018            | Чемпіонат світу серед юніорів | Тампере         | 3               | метання диска   | [ 1 ]           |